# Церковь Покрова Пресвятой Богородицы (Усть-Кишерть)
Церковь Покрова Пресвятой Богородицы — православный храм Пермской епархии. Расположена в селе Усть-Кишерть Кишертского района, Пермского края.

## История
Первая церковь была деревянной и была построена в XVII веке. В 1778 году пришла в ветхое состояние. Взамен неё была сооружена Пророко-Ильинская деревянная церковь, о которой первые сведения относятся к 1764 году. В 1805 году была построена новая каменная Покровская церковь, которая была освящена 30 сентября 1805 года. Строителем этого храма был мастер Комаров. Эта церковь была закрыта 22 декабря 1935 года. Вновь открыта в 1993 году и действует по настоящее время.
Настоятелем храма является благочинный Кунгурского церковного округа протоиерей Ширинкин Олег Иванович.